# Hans Stokar

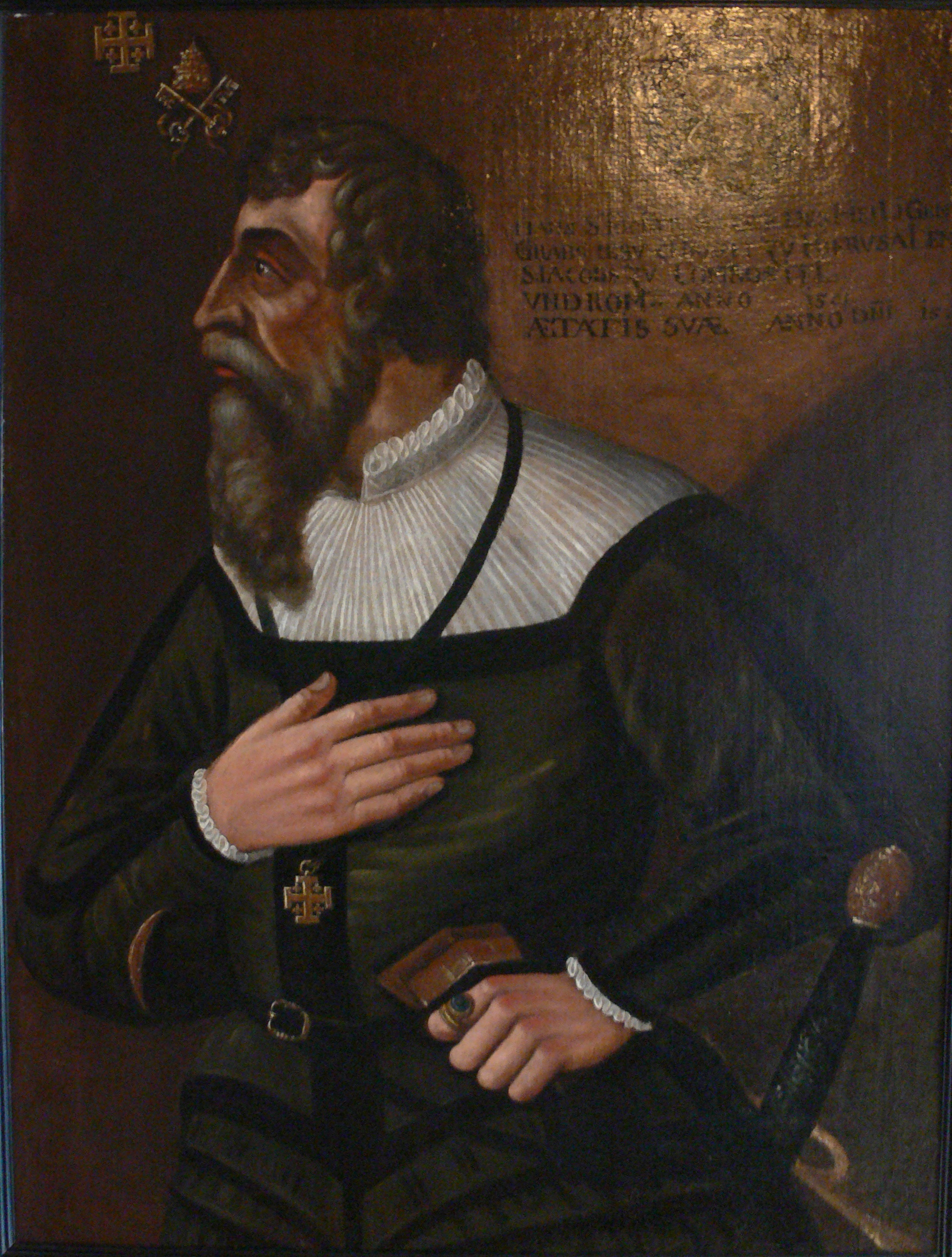
Porträt des Hans Stokar in der Gotischen Stube im Museum zu Allerheiligen, (Maler unbekannt)

Hans Stokar, auch Stockar oder Stokkar (* 1. September 1490 in Barzheim; † 1. Juli 1556 in Schaffhausen), war ein Kaufmann, Reichsvogt, Chronist und Pilger.

## Leben
Bereits sein Grossvater hatte 1443 das Schaffhauser Bürgerrecht erworben. Er entstammte somit dem Schaffhauser Patriziergeschlecht Stokar. Zünftig war der spätere Chronist bei den Kaufleuten. Als 22-Jähriger beteiligte sich Stokar am Pavierzug, an dem auch sein Bruder Alexander Stokar als Hauptmann teilnahm. 1513 kämpfte er bei Novara und vor Dijon, 1515 bei Marignano. Auf die grossen Kriegszüge folgten Wallfahrten, 1517 nach Santiago de Compostela, 1518 nach Rom und 1519 nach Jerusalem, wo er zum Ritter vom Heiligen Grab geschlagen wurde. 1526 heiratete er die Tochter des Bürgermeisters Hans Peyer, Elisabeth. 1520 wurde er in das Stadtgericht gewählt. 1523 wählte ihn seine Zunft in den Grossen Rat. 1524 wurde er Rechner und Säckelmeister, nach 1530 Reichsvogt der Stadt Schaffhausen.
Hans Stokar hatte fünf Kriegszüge gegen die Franzosen mitgemacht und konnte nicht begreifen, dass die Eidgenossen sich mit dem französischen König verbündeten, der ihnen zu Mailand so grossen Schaden zugefügt hatte. Die Niederlage bei Pavia (1525) zeigte Stokar so recht: was fürsten und herren sind und wer meister ist, wenn gott nit wil. Nach Erwähnung einiger prominenter Gefallenen stellte er fest: Was herus kam, war krank und nackt. Wer das gelt nit gesin und das ufwiglen! gott stell es ab und behüt uns. In einem Rechenschaftsbericht zum Jahre 1523 nimmt sich Stokar vor, nie mehr in den Krieg zu ziehen, es sei denn, es handle sich um das Vaterland.
Hans Stokar erlebte die Entwicklung der Reformation und wird zu einem Augenzeugen der revolutionären Szenen, die für die innere Entwicklung in der Stadt Schaffhausen kennzeichnend sind. Er berichtet auch über den Bauernkrieg in Württemberg z.B.von der Abnahme von Glocken. Zum Jahre 1523 spricht er von seiner ersten Begegnung mit der Kirchenreform, welche er stark kritisierte. Als Kaufmann – Pferde-, Salz-, Wein- und Stoffhändler – war er auf den Handelswegen unterwegs.
Sein älterer Sohn Heinrich Stokar trat zum »neuen Glauben« über. Der jüngere Sohn, Hans Jakob Stokar blieb beim »alten Glauben« und zog nach Solothurn wohin die Mutter nach dem Tod Hans Stokars nachfolgte. Seine Tochter war mit dem Theologen Johann Wilhelm Stucki verheiratet.
Stokar verfasste einen Bericht über seine Jerusalemfahrt überliefert in einer im mittelalterlichen Oberdeutsch gehaltenen unvollständigen Niederschrift unbekannter Hand aus der Mitte des 16. Jh. Mit dem Jahre 1529 bricht der Bericht unvermittelt ab. Das Original Manuskript ging verloren. Eine unter Schonung des Textes vorsichtige Übertragung ins Neuhochdeutsche basierend auf einer im Familienbesitz befindlichen Kopie aus dem 17. oder beginnenden 18. Jh. wurde von seinem Nachfahren Prof. Dr. von Stokar unternommen und 1951 im Martin Luther Verlag herausgegeben.